# サイ -SYK CHANNEL-
サイ -SYK CHANNEL- は、サイ、つるみんからなる日本の男性2人組の映画系YouTuber。YouTubeチャンネルとしてメインの「サイ -SYK CHANNEL- 」、サブの「JMT CHANNEL」が存在する。2019年5月9日に結成。無所属。

## 概要
活動の中心であるYouTubeでは、さまざまな映画の小ネタ、裏話、感想、考察、リアクションを投稿。
カナダのバンクーバーでルームシェアをしていた。現在は日本在住。

## メンバー
| 名前     | 生年月日            | 出身地 | 備考                                                                                                  |
| -------- | ------------------- | ------ | --- |
| サイ     | 1995年3月8日 (30歳) | 長崎県 | MCU、SF、サスペンス、ミステリー、ホラーが主食。 数学を得意とし、高校の全国模試で1位になった事がある。 |
| つるみん | 1997年5月5日 (28歳) | 京都府 | Filmarksにて5000本レビュー。Vancouver Film School 卒業生。 英語、中国語、韓国語が堪能。               |